# Gabriel Faure
Pour les articles homonymes, voir Faure.
Ne doit pas être confondu avec Gabriel Fauré.
Gabriel Faure, né le 15 mai 1877 à Tournon-sur-Rhône (Ardèche) et mort le 5 août 1962 , est un écrivain, poète, essayiste et romancier français, ami d’André Malraux.

## Biographie
Il est né le 15 mai 1877 à Tournon où son père cumulait les charges d'avocat et les fonctions de maire. Même s'il doit le goût des lettres à son grand-père, qui lui a fait connaître les poètes latins et les romantiques,c'est au lycée de Tournon qui porte son nom qu'un professeur de lettres, M. Joseph Parnin, lui a révélé beauté, art et poésie. Ses études de droit entamées à Lyon et terminées à Paris l'amènent au doctorat en 1900, mais ses voyages en Italie et à Florence en particulier décidèrent de son avenir littéraire.
Son premier travail littéraire, La dernière journée de Sapphô, reçut un accueil flatteur qui lui fit renoncer au barreau.
Après être entré aux Beaux-Arts en 1901, il est appelé comme directeur de cabinet du sous-secrétaire d'État chargé des arts et des antiquités avant d'en devenir inspecteur général.
Il se marie en 1918 avec Esther Gorgine Ducroix qui meurt prématurément en 1936.

Entre les deux guerres, il participe aux activités de la maison d'édition du Pigeonnier créée par son ami Charles Forot.

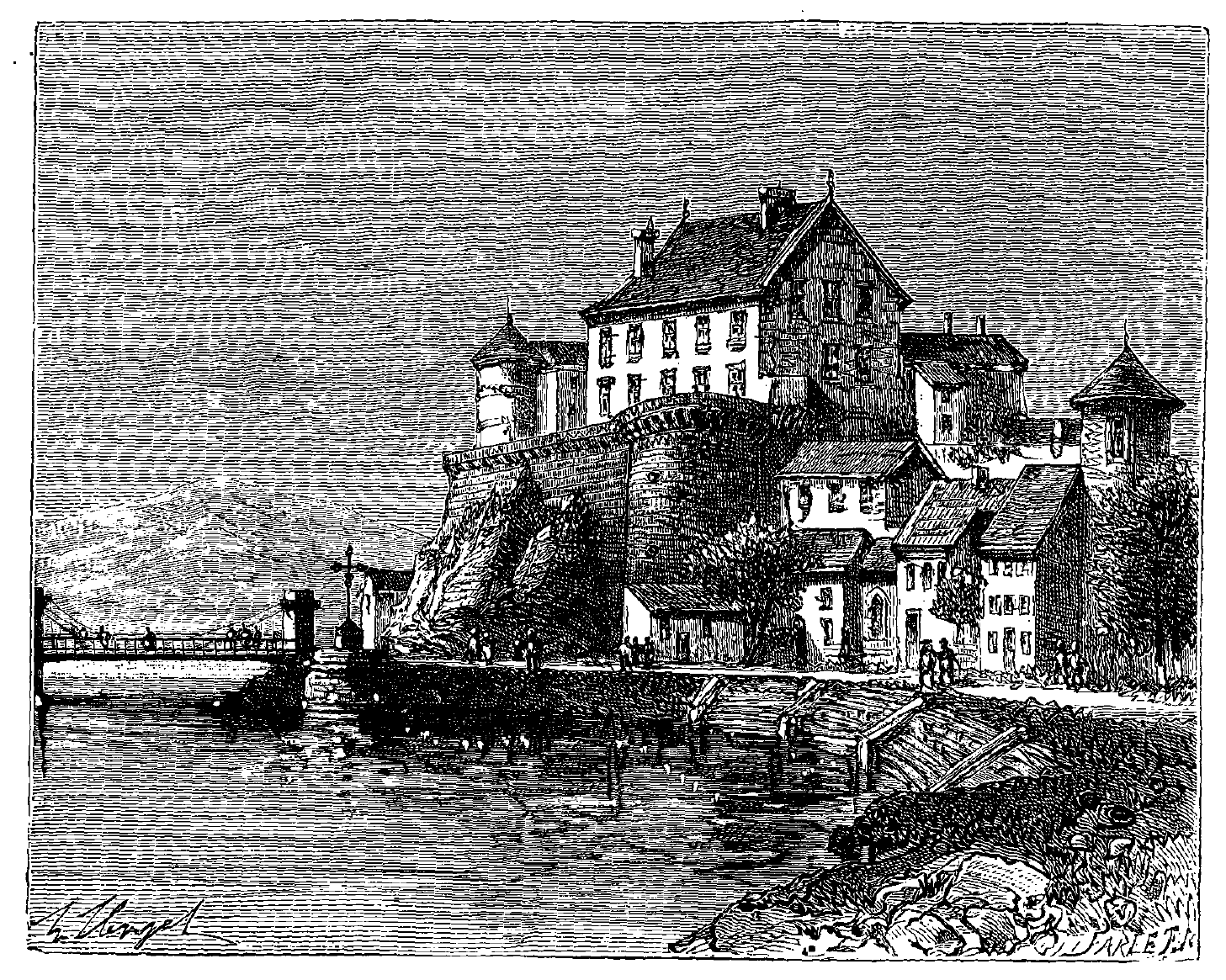
Le château de Tournon en 1897.

Inspecteur général des Beaux-Arts, il fut amené à contrôler les travaux de rénovation du château de Tournon, sa ville natale, travaux lancés à l’initiative et sous l'énergique impulsion de Gustave Toursier.
Il est l'un des membres d'honneur de la Société Nationale des Beaux Arts en 1913.
En 1959, il fut nommé membre de la commission d'histoire de la Révolution française.

### Hommage
Son nom a été donné au lycée de Tournon en 1967.
En 2013 son nom fut donné à une rue de Saint Pierre de Manneville en Seine Maritime.

## Œuvres
- Berthe de Provence, 1898 (sous le nom d’Auguste Faure)
- La Dernière Journée de Sappho, 1900 (sous le nom d'Auguste Gabriel Faure), Mercure de France
- L'Amour sous les lauriers-roses, 1905, Bibliothèque Charpentier,
- Heures d'Ombrie, 1908, Sansot et Cie
- Sur la Via Emilia, 1911, Sansot et Cie
- Paysages passionnés, 1909, rééd. 1919
- Heures d'Italie, 1911, Eugène Fasquelle
- La Route des Dolomites, 1914, Tyrol et Cadore
- Au pays de Saint François d'Assise, 1916, J.Rey éd.
- Paysages de guerre, 1916, Librairie Perrin
- Paysages littéraires, 1917-1918, Charpentier-Fasquelle
- Pâques dauphinoises, 1918, Céas et Fils
- Au pays de Sainte Catherine de Sienne, 1918, J.Rey éd.
- Sur la terrasse de Valence, 1919, Céas et Fils
- La Couronne de Venise, 1919, E.de Boccard
- Les Amants enchaînés, 1920, Eugène Fasquelle
- Pèlerinages dauphinois. Au pays de Boyan., 1920, J.Rey éd.
- Au pays de Stendhal, 1920, J.Rey éd.
- Chateaubriand et l'Occitanienne, 1920, Carteret
- Pèlerinages d'Italie, 1920, Perrin et Nelson
- Chateaubriand et la montagne, 1920, J.Rey éd.
- Mon lycée, 1921, Au Pigeonnier
- Les Amours de Chateaubriand et de madame de Vichet, 1921, Au Pigeonnier
- Printemps, 1922, Sansot et Cie
- Pèlerinages passionnés : Ames et décors romantiques, 1922, Eugène Fasquelle
- Aux lacs italiens, 1922, J.Rey éd.
- " Les Jardins de Rome ", aquarelles de Pierre Vignal, 1923, J.Rey éd.
- La Vallée du Rhône, 1923
- Jean-Jacques Rousseau en Dauphiné, 1923, J.Rey éd.
- Rome, 1925, J.Rey éd.
- Âmes et décors romanesques, 1925, Eugène Fasquelle
- Pèlerinages dauphinois, 1925, J.Rey éd.
- Les Alpes françaises, 1925, Horizons de France
- Pages lyriques, 1925
- Le Bel Été, 1926, Eugène Fasquelle
- La Vallée de la Drôme et le Diois, 1926
- Villes d'art de l'Italie du nord, 1926, J.Rey éd.
- Meccas of art in northern Italy, 1927, B.Arthaud
- Amours romantiques, 1927, Eugène Fasquelle
- Aux pays des peintres italiens, 1927, E.de Boccard
- Heures romanesques, 1928, Eugène Fasquelle
- Aux bords du Rhône, 1928, B.Arthaud
- Au Ventoux avec Pétrarque, 1928, Aubanel
- Les Rencontres italiennes, 1929, Horizons de France
- Le Visage de l'Italie, préface de Benito Mussolini, 1929, Horizons de France
- Suite italienne, 1929, Charpentier Fasquelle
- Napoléon à Laffrey, 1929, avec M. Deleon, Ed. F. Dardelet
- Au pays de Virgile, 1930, Eugène Fasquelle
- Paysages et poètes d'Italie, 1930, Novissima
- Stendhal compagnon d'Italie, 1931, Eugène Fasquelle
- Sur les routes de Bohême, 1932, Eugène Fasquelle
- En Veneto, 1932, Novissima
- Les Rendez-vous italiens, 1933, Eugène Fasquelle
- Au pays de Gabriele d'Annunzio, 1934
- "Pages romaines", 1934
- Automnes, 1934
- Tournon, 1936, Au Pigeonnier
- Œuvres complètes, 1937-1941, Au Pigeonnier
- Mes Alyscamps, Maitres et amis disparus, portrait, bandeaux et lettrines par Jean Chièze, 1942, J. Haumont
- Louis le Cardonnel à San Rémo, 1943, Arthaud
- Chateaubriand, Dubois et le « Globe », 1944, Arthaud
- Paysages mes amours, 1945, Horizons de France
- Gabriel Fauré, 1945, Arthaud
- Le rossignol de Pérouse, 1946, Ed. des Deux-rives
- Heures d'hiver, 1946, Fasquelle
- Promenades latines, 1946, Fasquelle
- Essais sur Chateaubriand, 1946, Arthaud
- Essais sur J.J Rousseau, 1948, Arthaud
- Souvenirs drômois, 1950
- L'Itinéraire italien, 1950, Horizons de France
- Venise, 1950, Arthaud
- Sicile, 1951, Arthaud
- Le Rhône à Valence, 1953
- Flâneries, 1953, Horizons de France
- Paul Valéry méditerranéen, 1954, Horizons de France
- Le Vieillard de Tarente- Délices de Juin, 1956, Horizons de France
- Riviera, 1956, Arthaud
- Songeries devant Glandaz, 1959, Les cahiers drômois
- Italiam, 1961, Arthaud
- Souvenirs diois, 1961, Delmas
- Diptyque romain, 1963 (posthume), Arthaud
- Mallarmé à Tournon 15/02/1941, dessin et bois de Burnot et Chieze, 500 ex. sur montgolfier d'Annonay numérotés

## Distinctions
- Académie française
  - 1908 : prix Montyon pour Heures d’Ombrie
  - 1911 : prix Jules-Davaine pour Sur la Via Emilia
  - 1918 : prix Marcelin Guérin pour Paysages littéraires
  - 1930 : prix Alfred-Née
  - 1941 : grand prix de littérature pour l'ensemble de son œuvre